# Omayra Sánchez
Vous lisez un « bon article » labellisé en 2011.
Pour les articles homonymes, voir Sánchez.
Omayra Sánchez ou Omaira Sanchez, née le 28 août 1972 et morte le 16 novembre 1985, est une jeune colombienne victime, à l'âge de 13 ans, de l'éruption du volcan Nevado del Ruiz qui a eu lieu le 13 novembre 1985 à Armero-Guayabal. Emprisonnée pendant trois jours et trois nuits dans l'eau, entre des blocs de béton et autres débris, elle attire l'attention des médias ainsi que celle des travailleurs volontaires. Des vidéos d'Omayra Sánchez discutant avec des travailleurs, souriant et faisant des gestes aux caméras vidéo font le tour des médias. « Son courage et sa dignité » touchent de nombreux travailleurs humanitaires qui se réunissent autour de l'enfant afin d'être à ses côtés et prier avec elle.
Après soixante heures d'agonie, Omayra Sánchez décède. Sa mort met en lumière l'incapacité des autorités colombiennes à répondre promptement à la menace du volcan et également la lutte des secouristes pour libérer les victimes coincées dans les décombres qui auraient pu être sauvées plus rapidement sans le manque de réactivité du gouvernement.
C'est le journaliste français Frank Fournier qui photographie Omayra Sánchez peu avant sa mort. Cette image, diffusée dans le monde entier après la mort de la jeune fille, entraîne une polémique en raison de la décision du photographe de prendre cette photo et de l'inaction du gouvernement colombien afin d'empêcher la tragédie d'Armero malgré plusieurs avertissements préalables.

## Catastrophe d'Armero

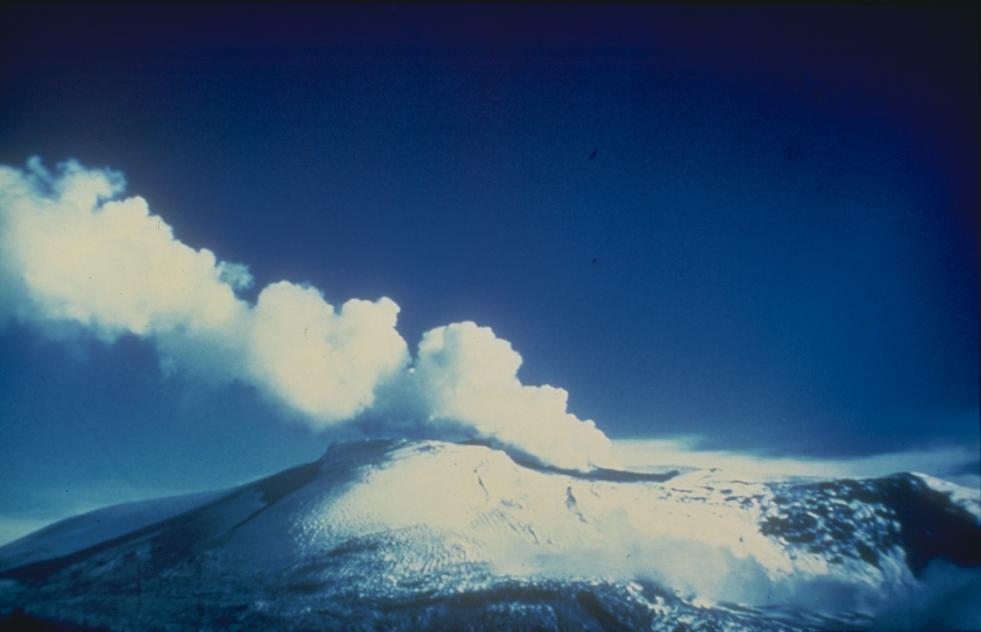
Le volcan Nevado del Ruiz en 1985, peu avant son éruption.

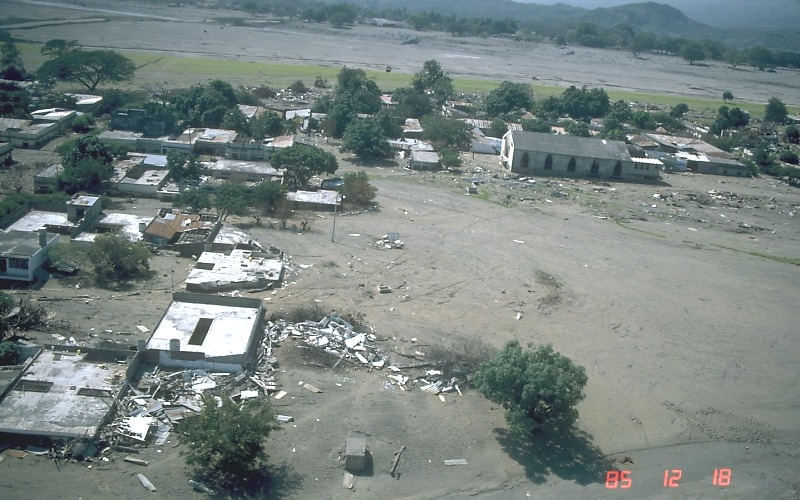
Armero, après la coulée de boue.

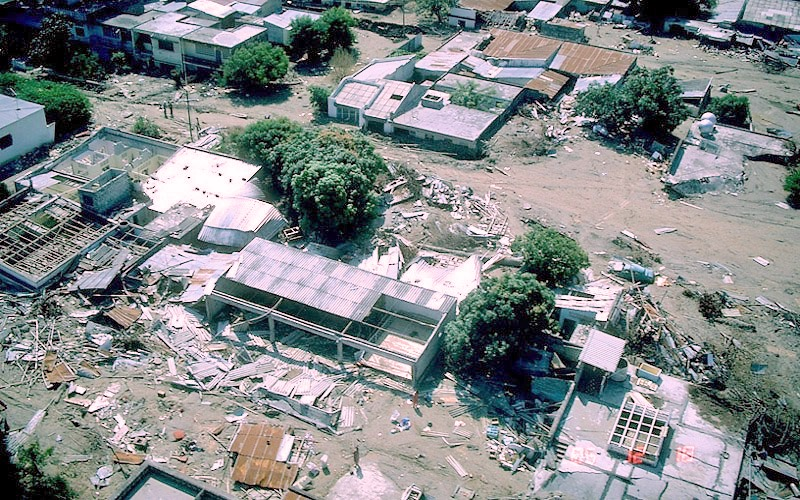
Seuls quelques maisons et quelques murs restent debout à Armero après la catastrophe.

Le 13 novembre 1985, le volcan Nevado del Ruiz entre en éruption. Les nuées ardentes, émises au niveau du cratère et retombant partiellement sur la calotte glaciaire de la montagne, font fondre la glace qui se mélange aux cendres pour former des lahars. Les pluies très intenses ayant précédé l'éruption ont diminué la cohésion et la stabilité des dépôts de pente et des produits pyroclastiques. De plus, la neige ainsi que 40 à 65 millions de m3 de glace, soit 8 à 10 % du volume total de la calotte glaciaire, fondent rapidement. Ce sont autant de facteurs expliquant en partie la puissance dévastatrice des lahars. Ces coulées de boue volcaniques dévalent les flancs du volcan vers les vallées fluviales situées en contrebas. Un lahar, en trois vagues successives, est responsable de la majeure partie des dommages. En effet, la première coulée, avec une vitesse conséquente de six mètres par seconde, ensevelit la majeure partie de la petite ville d'Armero-Guayabal, tuant jusqu'à 20 000 de ses habitants. Deux coulées supplémentaires affaiblissent la structure des bâtiments et un autre lahar entraîne la mort de 1 800 personnes dans la municipalité voisine de Chinchiná. Au total, ces coulées de boue tuent environ 23 000 personnes et détruisent quatorze villages et villes. Quelque 5 200 blessés, 200 000 sinistrés et 4 400 maisons détruites sont également dénombrés pour un montant de 200 à 300 millions de dollars de dommages directs.
L'absence d'un calendrier précis sur l'éruption et la réticence des autorités locales à prendre des mesures préventives coûteuses sans signe clair de danger imminent sont autant de facteurs qui vont aggraver le nombre de pertes humaines. La dernière éruption majeure s'étant produite 140 ans plus tôt, en 1845, il est donc difficile pour beaucoup d'accepter le danger présenté par le volcan, la population locale le surnommant même « Le lion endormi ». Par ailleurs, les cartes des zones à risques, montrant qu'Armero serait complètement inondée après une éruption, sont émises plus d'un mois avant la catastrophe. Cependant, le congrès colombien critique les agences scientifiques et de défense civile, estimant qu’elles se montrent trop alarmistes. L'éruption se produit alors que le gouvernement et l'armée ont d'autres préoccupations, étant en conflit avec la guérilla des FARC, à Bogota, la capitale de la Colombie.
Omayra Sánchez, qui a pour parents Álvaro Enrique Sánchez et María Aleyda Garzón, naît le 28 août 1972. Elle voulait devenir architecte. Elle a 13 ans lorsque le volcan entre en éruption. Élève au Colegio Sagrada Familia d'Armero, elle suit les cours de première année de l'enseignement secondaire de premier cycle (educación básica secundaria ou bachillerato) et s'apprête à passer les examens de fin d'année. Elle vit avec ses parents, son frère et une de ses tantes, Yineth Sofia,, dans les environs de Santander. Avant la tragédie, sa mère voyage à Bogotá pour affaires. La nuit de la catastrophe, elle et sa famille sont brusquement réveillées par une coulée de cendres dévalant le volcan. Durant leur fuite, la grand-mère d'Omayra tombe dans la cavité d'un aqueduc. Omayra tente de la sauver, avant d'être emportée par la coulée. L'adolescente se retrouve coincée, les jambes bloquées par un enchevêtrement de poutrelles et de briques, et ne peut s'en libérer. Lorsque les équipes de secours essayent de l'aider, elles s'aperçoivent que ses jambes sont coincées. Les secouristes estiment qu'il est nécessaire d'amputer la jeune fille mais ne disposent pas d'équipements chirurgicaux. Une autre option est de faire venir une motopompe destinée à aspirer l'eau et la boue qui bloquent la jeune fille, mais la seule de disponible à ce moment-là est loin, de sorte qu'ils se résignent à la laisser mourir.

## Mort
Omayra se retrouve coincée jusqu'au cou dans l'eau et les débris de sa maison pendant près de soixante heures. L'adolescente, effrayée, prie et pleure souvent. Elle chante également pour le journaliste Germán Santamaría et accepte qu'il l'interviewe. La troisième nuit, Omayra commence à avoir des hallucinations, disant qu'elle ne veut pas être en retard pour l'école. Un moment, elle demande aux personnes qui l'entourent de la laisser afin qu'elle puisse se reposer. Omayra endure ainsi près de trois nuits d'agonie avant de connaître une fin tragique, mourant probablement de la gangrène ou d'hypothermie. Deux heures avant la mort de la jeune fille, une pompe défectueuse parvient sur les lieux du drame alors que quatre heures après, une ville de la région en reçoit dix-huit en bon état. Le frère d'Omayra, Alvaro Enrique, et sa mère, María Aleyda, survivent aux lahars, mais pas son père. Par la suite, la mère d'Omayra déclare : « je vivrai pour mon fils, qui n'a perdu qu'un doigt », ajoutant que la mort de sa fille « est horrible, mais [qu'ils doivent] penser à la vie ».
Alors que le public a connaissance de la situation d'Omayra grâce aux médias, sa mort vient symboliser la nature tragique de la catastrophe d'Armero et accentue l'incapacité des responsables de tenir compte des victimes qui auraient pu être sauvées. Lorsque les autorités indiquent qu'elles ont utilisé leur meilleur matériel alors que des témoignages décrivent le manque de moyens, la polémique éclate. Les secouristes bénévoles déclarent même que les fournitures et matériels de base viennent à manquer, tels que des pelles, des outils de coupe et des civières, s'accordant à dire qu'il n'y avait pas assez de ressources sur les lieux. Ils s'étendent également sur le fait que les opérations de sauvetage ont été difficiles à effectuer en raison des mouvements de foule et d'une focalisation insensée sur l'organisation des opérations. Un officier de police donne même son avis, jugeant que le gouvernement aurait dû privilégier les ressources humaines pour remédier aux problèmes alors que le plan de secours a été désorganisé. Le ministre colombien de la Défense, Miguel Uribe, admet avoir « compris la critique quant aux secours », mais leur rappelle que la Colombie est « un pays peu développé » qui « n'a pas ce genre d'équipement ».

## Images et réactions
L'agonie d'Omayra dure soixante heures et est filmée à partir du 15 novembre au matin par un cadreur de la télévision espagnole TVE, Evaristo Canete, alors sur place pour couvrir l'évènement. Omayra, qui a demandé à Canete si elle pouvait dire quelques mots, lance un appel à sa mère via la caméra. Les images sont diffusées quelques heures plus tard, alors que la jeune fille est encore vivante, cette fois sur les chaînes de télévision du monde entier. Le dimanche 17 novembre 1985, les journaux français de TF1 et d'Antenne 2 commencent leur édition de 13 heures par la prise de vue montrant Omayra lançant un appel à sa mère.
Photographe à Contact Press Images, Frank Fournier, qui se trouve à New York au moment des faits, décide de prendre un avion en direction de Bogotá. Il arrive dans la capitale colombienne le 15 novembre. Il se rend à Armero, village qui est, selon les mots du photographe, « très reculé », conduisant pendant cinq heures et voyageant à pied pendant deux heures et demie. Le 16 novembre, lorsqu'il atteint Armero à l'aube, un paysan le dirige vers Omayra Sánchez, qui est, à ce moment-là, presque abandonnée. Elle est alors coincée dans les décombres depuis presque trois jours. Plus tard, Fournier décrit la ville comme « très hantée », avec « un silence de mort » entrecoupé par des cris. Le photographe Frank Fournier prend des photos du drame. Il prend également un cliché de la jeune fille intitulé « L'agonie d'Omayra Sánchez ». Avec la photographie d'Omayra, il pense pouvoir « rendre compte correctement du courage, de la douleur et de la dignité de la petite fille » dans sa tentative de sensibiliser davantage le public au dénuement dans lequel se trouvent les équipes de secours lors de catastrophes naturelles.
Lorsque ce célèbre cliché est pris, le monde est déjà informé de la tragédie. Omayra est l'une des victimes au centre de la polémique sur la responsabilité des autorités lors de la catastrophe. Peu de temps après sa parution, l'image capte l'attention générale. Selon un auteur anonyme de BBC, « beaucoup de personnes ont été consternées devant ce témoignage si intime de ce qui s'est avéré être les dernières heures de la vie d'Omayra ». L'image attise également la polémique après sa parution dans Paris Match. Selon les termes du dessinateur de bande dessinée Emmanuel Guibert, le photographe doit faire face à un « procès en charognarderie », le public commençant alors à accuser Fournier d'être « un vautour ». Face à cette attaque, le photographe rétorque : « J'ai senti qu'il était important que je rapporte l'histoire et j'étais vraiment heureux qu'il y ait eu une réaction ; cela aurait été pire si les gens ne s'étaient pas inquiétés à son sujet. » Il ajoute : « Je crois que la photo a aidé à réunir des fonds dans le monde entier nécessaires à l'aide et a aidé à mettre en lumière l'irresponsabilité et le manque de courage des chefs du pays. » En faisant d'Omayra Sánchez « le symbole encombrant de notre impuissance », la photographie de Fournier est récompensée par le prix World Press Photo en 1986.
Cette histoire crée un malaise car elle soulève beaucoup de questions sur le rôle des médias et sur la frontière entre information et voyeurisme. La focalisation sur la mort de la fillette occulte également l'ampleur de la catastrophe qui a fait plus de 23 000 morts, dont 8 000 enfants, et des centaines de milliers de sans-abri. D'un autre côté, la diffusion de ces images a conduit à mettre en lumière les dysfonctionnements de l'État colombien, déjà affaibli par le Movimiento 19 de Abril qui venait de prendre le Palais de justice dix jours plus tôt. Le volcan avait en effet déjà alerté les volcanologues, ce qui n'avait pas entraîné de réaction de la part des autorités.

## Commémorations

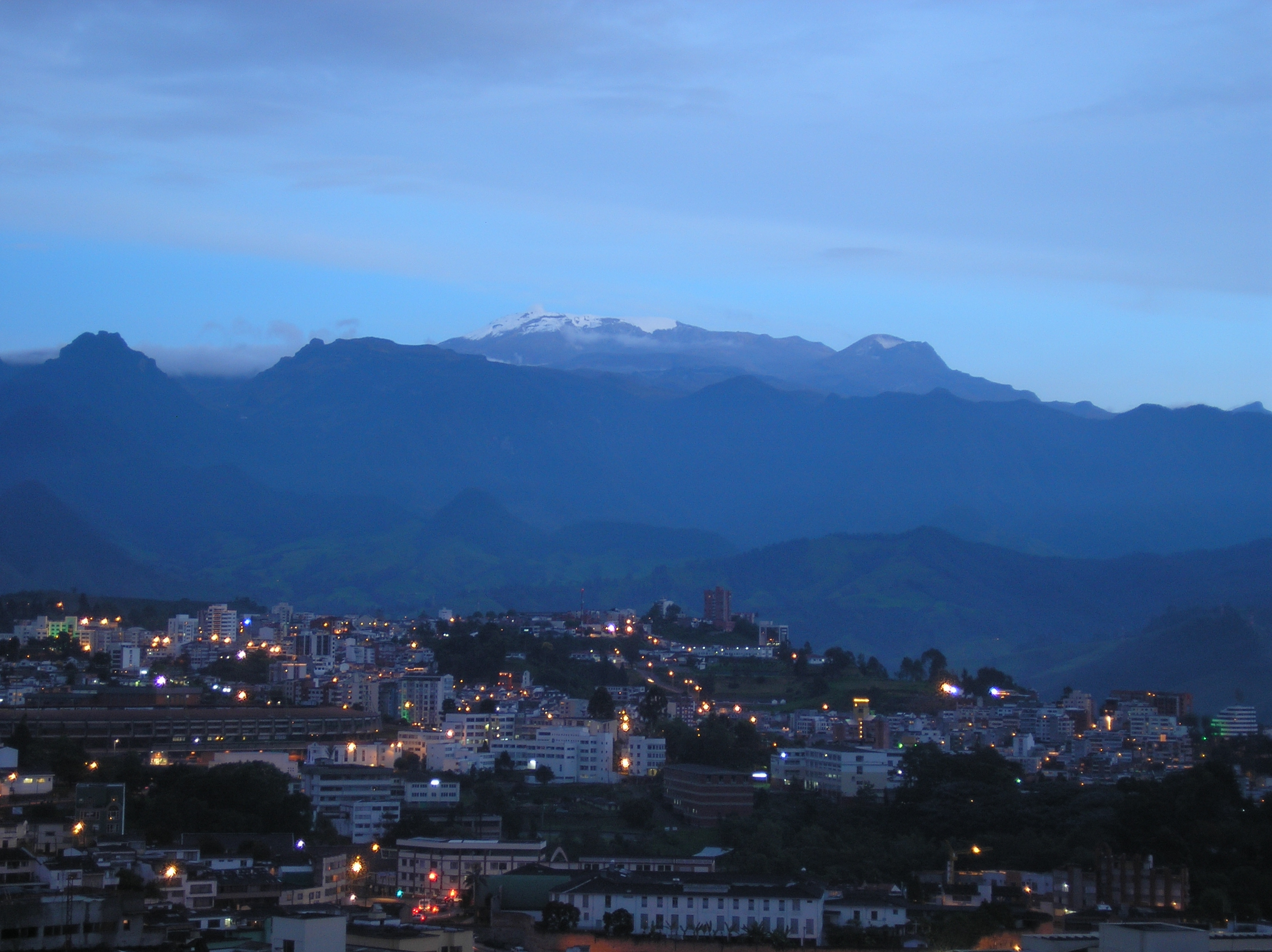
Le Nevado del Ruiz, encore en activité en 2006.

La catastrophe d'Armero est advenue peu de temps après la prise du palais de justice de Bogota par le M-19 le 6 novembre 1985, empirant une situation déjà chaotique. Après la mort d'Omayra, les reproches sur son décès et, de façon générale, sur la tragédie d'Armero, se multiplient à l'encontre du gouvernement colombien, critiqué pour son inaction et son indifférence générale face aux signes précurseurs de l'éruption du volcan. L'une des critiques les plus sévères a lieu durant une messe célébrée pour les victimes d'Ibagué lorsqu'est déployée une banderole affirmant : « Le volcan n'a pas tué 22 000 personnes. Le gouvernement les a tués. »
Selon l'observatoire volcanologique de Colombie, le volcan Nevado del Ruiz est encore en activité. Il reste une menace significative pour 500 000 personnes vivant dans les vallées fluviales de Chinchiná, de Coello-Toche, de Combeima et de Guali. Une fonte d'à peine 10 % de la calotte glaciaire de la montagne pourrait libérer assez de matière pour créer des coulées de boue avec des volumes de 8 336 364 m3. Cependant, la ville d'Armero n'existe plus et le site a été transformé en mémorial pour les victimes de la catastrophe où seules des croix peuvent être vues. Un petit monument a été érigé en mémoire d'Omayra en 1986, pour la visite du pape Jean-Paul II. Les journaux locaux, les télévisions et les radios ont marqué l'anniversaire des vingt ans de l'éruption volcanique et de la mort d'Omayra. Le lieu de sa mort est devenu l'objet d'un culte à sa personne si bien que certains parlent de « Sainte Omaira ».
Bien que des hommages aient été rendus à de nombreuses victimes de la catastrophe, la mort d'Omayra plus particulièrement a été honorée à travers des poèmes, des romans et des morceaux de musique. Un ouvrage, Adios, Omayra, du Colombien Eduardo Santa illustre les derniers jours de la fille et le symbolisme de sa mort dans la catastrophe. L'écrivaine chilienne Isabel Allende s'est inspirée de ces évènements pour sa nouvelle And of Clay Are We Created, y racontant la perspective d'un homme présent au moment de la mort d'Omayra. Elle a écrit, plus tard, au sujet de son inspiration pour l'histoire, que « ses grands yeux noirs, remplis de résignation et de sagesse, [la] poursuivent toujours dans [ses] rêves. Écrire l'histoire n'a pas exorcisé son fantôme ».

### Podcast
- Affaires sensibles sur France Inter: La mort d'Omayra Sánchez, 11 décembre  2023